# Guhiles de Mewar

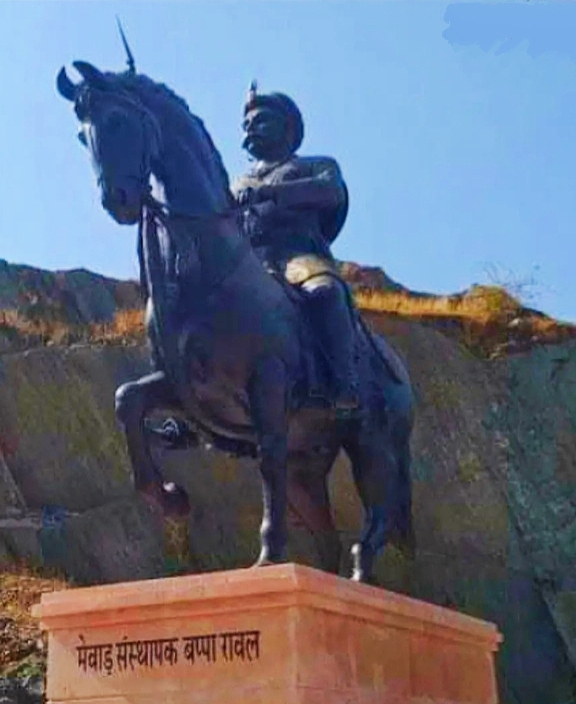
Estàtua eqüestre de Bappa Rawal, membre de la dinastia.

El Guhiles de Mewar, també coneguts com el Guhiles de Medapata, foren una dinastia índia rajput que va governar la regió de Medapata (Mewar) al modern Rajasthan, entre els segles VIII i X. Les seves capitals van incloure Nagahrada (Nagda) i Aghata (Ahar). Per aquesta raó, són també coneguts com la branca Nagda-Ahar dels Guhiles.

## Origen
La història del Guhilas ha estat enfosquida pels relats llegendaris dels bards. El 977 la inscripció d'Atpur de Shaktikumara dona la llista de 20 reis Guhiles en una continuada línia de successió, començant amb Guhadatta i acabant amb Shaktikumara. Segons diversos inscripcions i fonts literàries, Guhadatta va emigrar al Rajasthan des de Anandpur (moderna Vadnagar a Gujarat).
La inscripció d'Atpur no esmenta a Bappa Rawal, al que les llegendes dels poetes i altres fonts posteriors al segle xiii esmenten com el fundador de la dinastia. Els historiadors identifiquen Bappa Rawal amb el Kalabhoja o Khummana esmentat en la inscripció d'Atpur. R. C. Majumdar teoritza que hauria aconseguir un èxit militar altament significatiu, a causa del qual va obtenir reputació com el fundador de la dinastia. El 1460 la inscripció de Kumbhalgarh identifica Bappa Rawal com Shiladitya i esmenta Guhadatta com el seu fill. Això sembla un error.
Segons la inscripció de 1274 de Chitor i la de 1285 d'Achleshwar (Abu) de Vedasharma, Bappa Rawal "va canviar el seva esplendor sacerdotal pel lustre regi". Basat en això, erudits com D. R. Bhandarkar teoritzen que els Guhiles eren al principi brahmins. G. H. Ojha, tanmateix, creu que la declaració de la inscripció de Vedasharma és una mala interpretació de la mes anteriorl inscripció d'Atpur, la qual descriu a Guhadatta com a "Mahideva", nom que pot ser traduït tan com "rei" o com "brahmin".
La inscripció de 1274 de Chitor compara al governant Guhila Bharttripatta amb Rama, descrivint ambdós com "Brahma-Kshatras". Basat en la identificació de Rama amb Parashurama, erudits com D. C. Sircar teoritzen que el progenitor de la dinastia va tenir un ascendent brahmin i un de Kshatriya. Tanmateix, R. V. Somani rebutja aquesta teoria, argumentant que Rama aquí es refereix a Ramachandra, de la dinastia solar dels quals els posteriors Guhiles reclamen ser descendents.
Les poesies o cròniques més tardanes esmenten una genealogia fabricada, reclamant que Guhaditya era un fill de Shiladitya, el Maitraka governant de Vallabhi. Aquesta reclamació no té suport en la evidència històrica.

## Història
R. C. Majumdar situa a Guhadatta al segle V assumint un regnat de 20 anys per cada generació. R. V Somani el col·loca en algun lloc abans del primer quart del segle vi.
Segons la inscripció del 977 d'Atpur i la de Kadmal del 1083 Guhadatta va ser succeït per Bhoja, que va fer construir un tanc d'aigua a Eklingji. La inscripció de 1285 d'Achaleshwar el descriu com a devot de Vixnu. Bhoja va ser succeït per Mahendra i Nagaditya. Les llegendes declaren que Nagaditya va morir en una batalla amb el Bhils.
Nagaditya va tenir per successor a Shiladitya que va elevar l'estatus polític de la família significativament, segons suggeix la seva inscripció a Samoli el 646, així com inscripcions dels seus successors, incloent la de 1274 a Chittor i la de 1285 a Abu. R. V. Somani teoritza que les mines de coure i zinc a Jawar va ser excavades durant el seu regnat, cosa que va augmentar la prosperitat econòmica del regne. El segle xvi l'escriptor budista Taranatha esmenta un reputat artista anomenat Shringadhara, qui fou patronitzat pel rei Shila del país de Maru. Somani identifica aquest rei com el rei Guhila Shiladitya, tot i que alguns altres l'han identicat com Harxa (Harshavardhana) o com el rei Maitraka Shiladitya.
Shiladitya fou succeït per Aparajita, que és testificat en la inscripció de Kunda del 661. Aquest epígraf enregistra la construcció d'un temple de Vixnu per Yashomati, la muller del comandant militar d'Aparajita, el general Varaha. Segons les cròniques dels bards, Aparajita va morir també en una batalla contra els Bhils. El seu fill Mahendra el va succeir.
Mahendra fou succeït per Kalabhoja, qui ha estat identificat com Bappa Rawal per diversos historiadors incloent-hi G. H. Ojha.
El Guhiles al principi van reconèixer la sobirania dels Gurjara-Pratihares. Al segle x, Bhartripatta va esdevenir un governant independent, i va assumir el títol de Maharajadhiraja (segon una inscripció del 943). El seu successor Allata (rei vers 950) va matar un Devapala, que segons Majumdar, podria haver estat el rei Gurjara-Pratihara Devapala. Cap al final del segle x, el rei Paramara Munja va atacar Aghata i va derrotar els Guhiles.
La posterior dinastia Sisòdia Rajput descendeix dels Guhiles de Mewar.